# Cucina yemenita

Il Saltah, considerato il piatto nazionale dello Yemen

La cucina yemenita è distinta dalle più ampie cucine mediorientali con variazioni regionali. Sebbene alcune influenze straniere siano evidenti in alcune regioni del paese (con ciò che era la cucina ottomana visibili a Sanaa, mentre l'influenza indiana è evidente nelle aree meridionali intorno ad Aden e Mukalla), la cucina yemenita si basa su basi simili in tutto il paese.

## Usanze
L'offerta generosa di cibo agli ospiti è una delle usanze della cultura yemenita, e rifiutare è considerato un insulto. I pasti vengono generalmente consumati stando seduti per terra. A differenza della tradizione nella maggior parte dei paesi arabi, nello Yemen il pranzo è il pasto principale della giornata, non la cena.

## Piatti yemeniti

### Piatto nazionale
Dopo l'unificazione dello Yemen nel 1990, sia lo Yemen del Nord che quello del Sud avevano cucine simili. Nonostante le sue varianti regionali, il saltah è considerato il piatto nazionale dello Yemen. I piatti più comuni consumati in tutto lo Yemen sono fatti con riso e agnello.
Ci sono molti modi di preparare l'agnello in Yemen. In generale, però, l'agnello è solitamente disossato in grossi pezzi. Può essere bollito nel suo brodo e chiamato maraq, può essere arrostito in un forno come haneeth, o sottoterra come mandi.

### Varietà di pane yemenita
Una miscela di spezie nota come hawaij è impiegata in molti piatti yemeniti. Hawaij include anice, semi di finocchio, zenzero e cardamomo .
La cucina yemenita è spesso preparata piccante e speziata con l'uso di peperoncini, cumino, semi di coriandolo, curcuma e altre spezie . Vengono utilizzate anche erbe come il fieno greco, la menta e il coriandolo . Il fieno greco è utilizzato come uno degli ingredienti principali nella preparazione di una pasta o salsa chiamata holba (scritto anche hulba). Una spezia popolare utilizzata nei pani (compresi kubane e sabayah) è il cumino nero, noto anche con il suo nome arabo habasoda.

### Dolci e dessert
Bint al-sahn (sabayah) è una torta dolce al miele o pane della cucina yemenita. È preparato da un impasto con farina bianca, uova e lievito, che viene poi servito immerso in un composto di miele e burro.
Altri dessert comuni includono frutta fresca (mango, banane, uva, ecc.), baklawa, basbousa, kunafah, zalābiya, halwa, rawani , e masoob . Il masoob è un dessert a base di banana fatto con banane troppo mature, pane azzimo macinato, panna, formaggio, datteri e miele.
Miele
Nello Yemen, il miele viene prodotto all'interno del paese ed è considerato una prelibatezza. Il miele prodotto localmente è molto richiesto ed è anche considerato uno status symbol nel paese.

### Bevande
Shahi haleeb ( tè al latte , servito dopo il qat ), tè nero (con cardamomo , chiodi di garofano o menta), qishr (bucce di caffè), qahwa (caffè arabo), karkade (un infuso di fiori di ibisco essiccati), naqe'e al zabib (bevanda fredda all'uvetta) e diba'a (nettare di zucca) sono esempi di bevande yemenite popolari. Anche i succhi di mango e guava sono popolari.
Sebbene il caffè e il tè siano consumati in tutto lo Yemen, il caffè è la bevanda preferita a Sana'a, mentre il tè nero è la bevanda preferita ad Aden e Hadhramaut. Il tè viene consumato insieme alla colazione, dopo pranzo (occasionalmente con dolci e pasticcini) e insieme alla cena. Gli aromi più popolari includono chiodi di garofano con cardamomo e menta. Viene anche apprezzata una bevanda fatta con le bucce di caffè, chiamata qishr.
Le bevande alcoliche sono considerate improprie per ragioni culturali e religiose.

### Frutta e verdura
Pomodori, cipolla e patate sono alcuni dei frutti e delle verdure di base nello Yemen.

### Carne e latticini
Il 

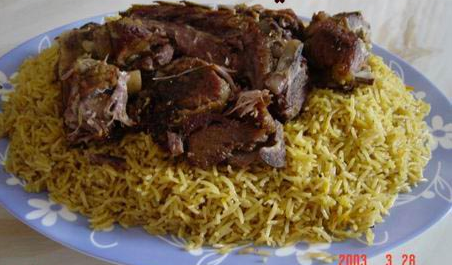
Il mandi fatto in casa è considerato il piatto nazionale dello Yemen; è originario della provincia di Hadhramaut, Yemen

Pollo, capra e agnello sono la carne base nello Yemen. Vengono mangiati più spesso del manzo. Si mangia anche il pesce, soprattutto nelle zone costiere.
Formaggio, burro e altri latticini sono meno comuni nella dieta yemenita. Il Latticello, tuttavia, viene gustato quasi ogni giorno in alcuni villaggi dove è più disponibile. I grassi più comunemente usati sono olio vegetale e ghee utilizzati in piatti salati, mentre il burro chiarificato, noto come semn ( سمن), è la scelta del grasso utilizzato nei dolci.
Il consumo di carne di maiale è vietato ai musulmani nello Yemen, in conformità con le leggi sulla dieta islamica.

### Legumi
Le fave sono utilizzate nei piatti yemeniti, come l'insalata di fagioli. Le lenticchie vengono utilizzate anche in piatti come gli stufati.

### Colazione
Per colazione gli yemeniti mangiano piatti caldi, ed in particolari diversi tipi di dolci con una tazza di caffè yemenita o tè.
Vengono anche serviti legumi, uova, carne arrostita (d'agnello o manzo) o kebab servito col pane.

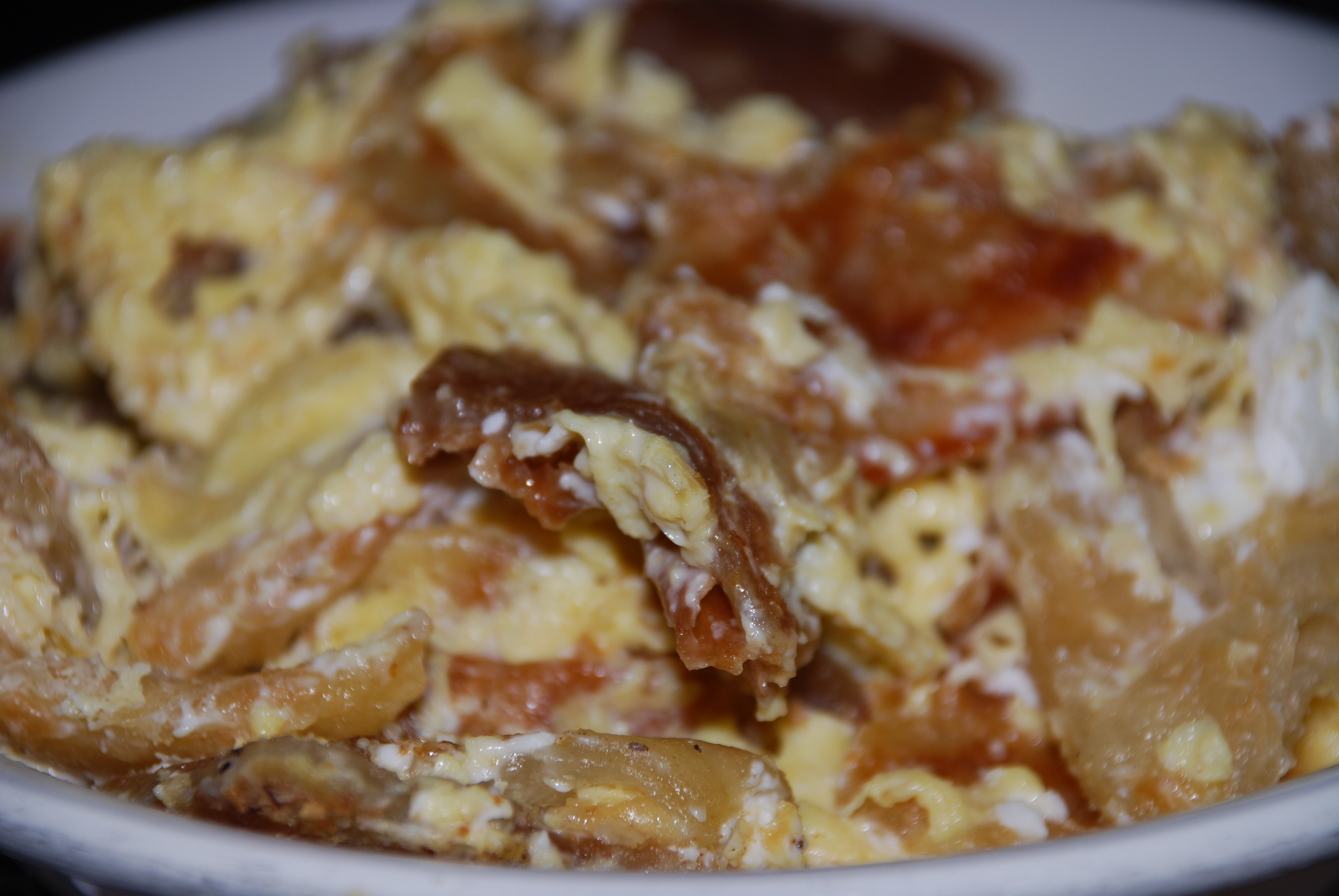
Un fatoot di pane fritto e uova

### Pranzo
Il pasto principale in Yemen è il pranzo e prevede piatti come: aseed, fahsa, fattah, haneeth, harees, jachnun, kabsa, komroh, mandi, Samak Mofa, shafut, Shawiyah, thareed, e Zurbiyan.

## Preparazione del cibo
In molte cucine yemenite è presente il forno di tipo tandoor (anche chiamato tannur).

La cucina yemenita fa spesso uso di spezie come il cumino, il pepe, la curcuma e il cardamomo, le quali compongono l'hawaij.